# Afrika az első világháborúban
Afrika az első világháborúban mellékhadszíntér volt, főképp az afrikai német gyarmatok megszerzéséért folyt a harc. Az antant hatalmak és a német csapatok fegyveres konfliktusokat vívtak Kamerunban, Togóban, Német Délnyugat-Afrikában és Német Kelet-Afrikában. Kisebb jelentőségű felkelések is kitörtek a világháború idején az antant gyarmatain, ahol a központi hatalmak támogatásában részesülő helyi milíciák küzdöttek a függetlenség kivívásáért.

## Előzmények
1914. július 28-án kitört az első világháború. A nagyhatalmak gyarmati érdekeltsége miatt Afrika sem tudott kimaradni a harcból, hiszen a gyarmatok kérdése szervesen hozzátartozott ahhoz a problémakörhöz, mely a háborút kirobbantotta.
Az antant hadvezetése három okból tartotta fontosnak a német gyarmatok megszállását. Biztosítani akarta saját szomszédos gyarmatainak épségét mindenféle károkozás ellen, mely vélhetőleg a háború folyamán érné, ki akarta iktatni a német tengerhajózás ellátóbázisait és kikötőit és a gyarmatokat a majdani béketárgyalásnál alkupozíciója erősítésére akarta felhasználni.
A Német Császárság nem tudott gyarmatai védelméről gondoskodni, mert az Antant tengeri blokádot állított fel az Északi-tengeren, s ezzel nagymértékben korlátozta flottája mozgását. Ilyen körülmények között reális német hadicél csak az lehetett, hogy a gyenge gyarmati haderők kitartsanak, míg Európában a küzdelem eldől. A tervekben szereplőnél sokkal hosszabbra nyúló háború azonban kilátástalanná tette a gyarmatok helyzetét.
A Török Birodalom kezdeti afrikai hadicélja Egyiptom visszahódítása volt a britektől. Ez magában foglalta a Szuezi-csatorna feletti ellenőrzés megszerzését. 1915-ben Olaszország hadba lépésével elméletileg lehetőség nyílhatott további észak-afrikai területek visszahódítására is, de mivel az Egyiptom elleni műveletek nem hoztak sikert, a realizáláshoz nem kerültek közelebb.

## Észak-Afrika

### A Szenusszi-lázadás
Az 1911-12-es olasz–török háború lezárulása után a délkelet-líbiai Szenusszi szekta továbbra is ellenállt a térségbe küldött olasz csapatoknak, s ezzel megakadályozta, hogy az olaszok konszolidálni tudják hódításukat. A török kormány folyamatosan támogatta az Ahmed Sarif esz-Szenusszi vezette lázadókat és a világháború alatt is kisebb fegyverszállítmányokkal segítette őket. 1916-ban William Peyton tábornok vezetésével brit expedíciós erő vonult fel ellenük, miután már Sidi Baranit és Sollumot is elfoglalták átmenetileg. A Fezzan törzsterületű lázadást tulajdonképpen sosem sikerült teljesen elnyomni, és mikor Líbia 1951-ben független állam lett, a szenusszita vezető I. Idrísz néven lépett trónra.

### Egyiptom és a Sínai-félsziget

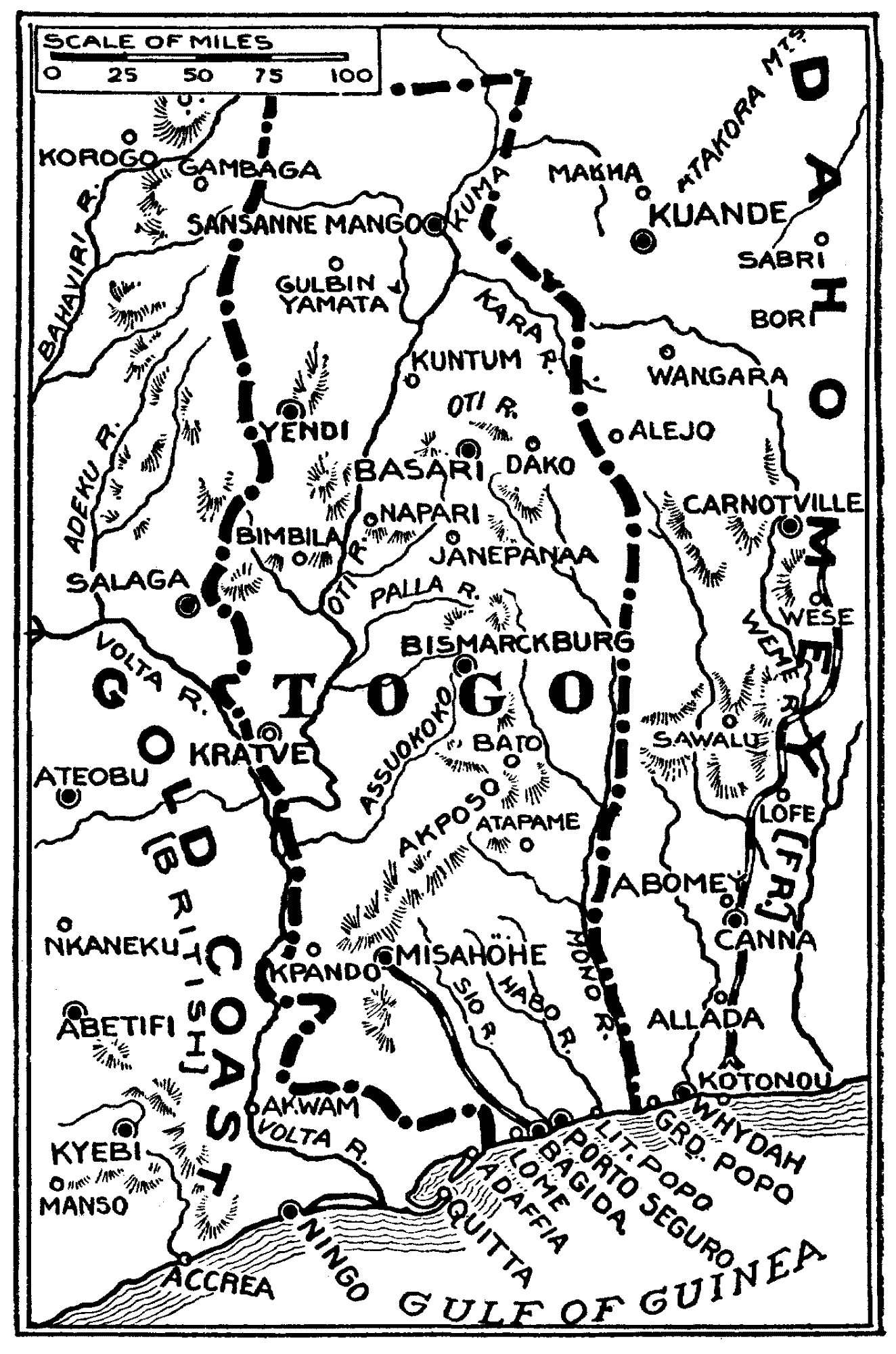
Togo elfoglalása

Az oszmán hadsereg hadba lépését a Szuezi-csatorna elfoglalásával akarta bevezetni, de a stratégiai helyzet megkövetelte, hogy az orosz fronton lépjenek fel támadólag, a Monarchia bajain enyhítendő. Az első Szuez elleni rohamot ezért csak 1915. február 2-án indították meg. A támadáshoz először át kellett kelniük a kopár és száraz Sínai-félszigeten. Bár igyekeztek a feltűnést kerülni, a brit felderítők észrevették a török sereget, így a meglepetés elmaradt. A török rohamot könnyedén visszaverték, de ezt követően a britek megnövelték a csatorna védelmét ellátó erőiket, melyek nem küzdhettek emiatt Gallipolinál.
Másodjára 1916. augusztus 3-án csaptak össze a felek. Ezúttal is a török hadsereg kezdeményezett, hogy elég közel jusson a csatorna ágyúkkal való lövetéséhez. A majdnem 40 km-re levő Romaniig jutottak, ahol azonban súlyos vereséget szenvedtek. A brit hadvezetés végképp eliminálni akarta a csatornára leselkedő török veszélyt, ezért októberben ellentámadást indított és elfoglalta a Sínai-félszigeten létrehozott két apró török helyőrséget. Ezután hónapokig vesztegeltek, mert vasutat kellett építeni az utánpótlás megfelelő szállításához. 1917 márciusában a gázai ütközetekkel a harc színtere véglegesen eltávolodott Afrikától (szigorúan véve a Sínai-félszigeten zajló harcok sem Afrika területén zajlottak).

## Togo
Togo fontosságát a Kaminában felépített nagyerejű rádióállomás jelentette. 1911-től 1914 júniusáig a Deutsche Post finanszírozta a Telefunken kísérleti rádióadásait. A kaminai adó volt a világ első transzkontinentális rádióadásra képes állomása. A kísérletek élénk titkosszolgálati érdeklődést vontak magukra. A rádiótechnológia fejlődésével 1914 júniusára a Telefunken állomása képes lett az 5500 km távolságban levő naueni német rádióadóval rendszeres, hibamentes és világosan érthető kapcsolatot teremteni. A háború kitörésétől számítva csak egy hónapot üzemelt a rádió, ám ezalatt 200 üzenetet továbbított, mely hozzájárult, hogy értékes szállítmányok kerülhessék ki a brit tengeri blokádot.
Az apró Togóban nem állomásozott német gyarmati hadsereg, csak kb. 200 fős rendfenntartó erő. Ennek megfelelően Togo augusztus 27-re teljes mértékben a mai Beninből és Ghánából támadó francia és brit csapatok kezére került. Az adót a város megadása előtt a helyi elöljáró megsemmisíttette. Jellemző momentuma a togói harcoknak, hogy kizárólag bennszülöttek estek áldozatul a szórványos lövöldözésnek, fehérbőrű ember egy sem.

## Kamerun

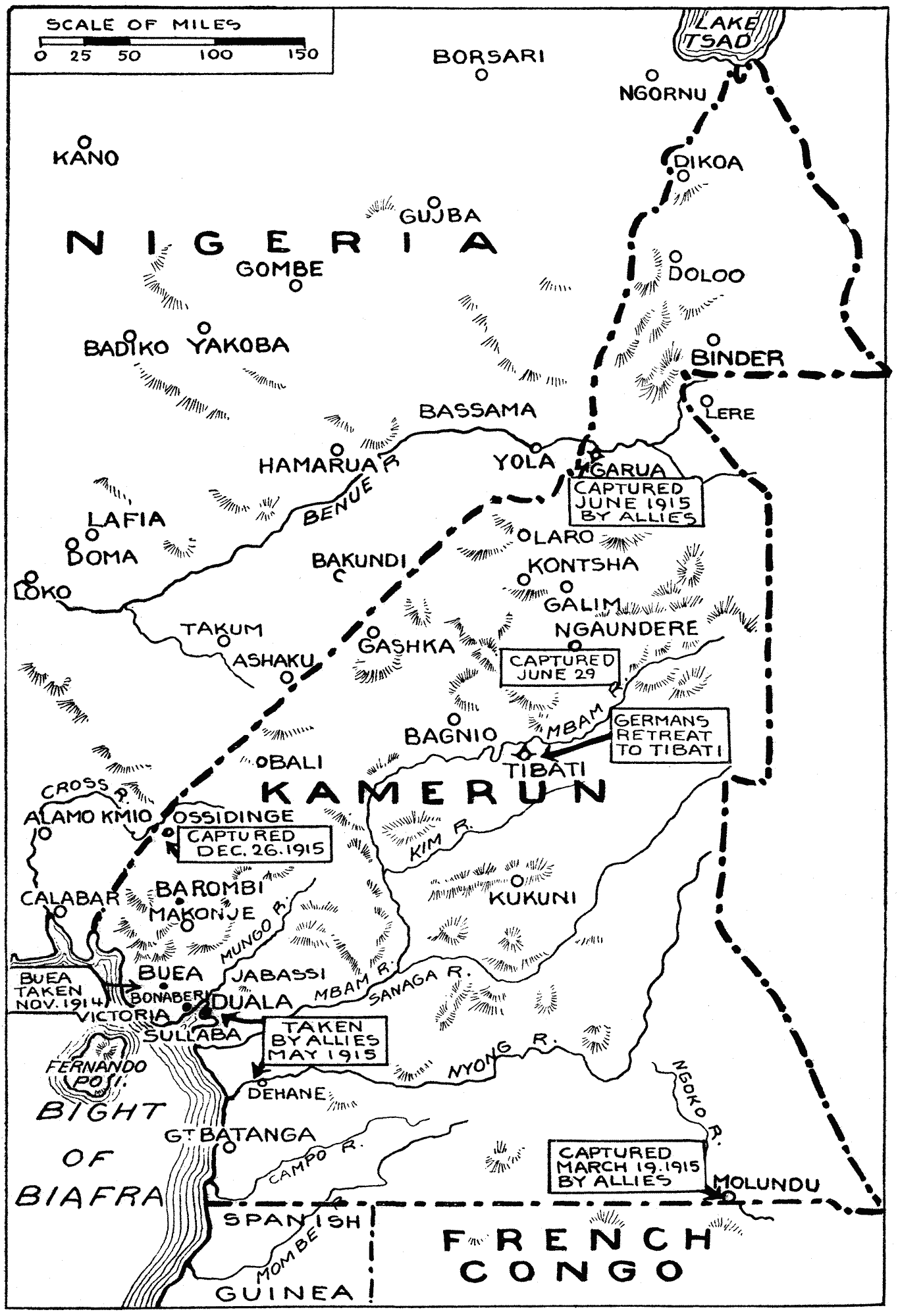
A kameruni hadjárat 1915 augusztusában

### Műveletek a háború korai szakaszában
Kamerunt északon-keleten Brit Nigéria, délen-nyugaton Francia Kongó határolta. Kb. félmillió km²-es területén két és félmillió bantu és szudáni élt, akiket 1900 német kormányzott. A háború kitörését követően hamarosan brit felderítők hatoltak be a német gyarmat területére, egyelőre tájékozódás céljából, majd augusztus 25-én aztán megkezdődött a brit offenzíva. A nigériai Yolából kiindulva a 600 fős különítmény átlépte a határt, és Tebénél félórás ütközet után bevette a várost. Augusztus 29-én délebbre, Garua városánál éjszakai rajtaütést indítottak a német sáncok ellen és el is foglalták azokat. Mielőtt azonban meghajnalodott volna, a németek heves géppuskatűzzel támogatva ellentámadásba lendültek és megfutamították a bennszülött katonákat. Az egység parancsnokát, Maclear ezredest, számos tisztjét és létszámának majdnem felét elveszítve menekült vissza Nigériába. Ezzel szemben a partvidéket a brit flotta ellenőrzés alá vonta és partra szállva elfoglalta a gyarmat akkori közigazgatási központját, Doualát 1914. szeptember 27-én. Douala elestével brit kézre került a kameruni német rádióállomás.

### Garua második ostroma
Az északi győzelem 1915 áprilisáig adott időt a németeknek a felkészülésre. Ezalatt von Cranzelheim százados 2000 bennszülöttel erődítési- és földmunkálatokat végzett, melyek eredményéről állítólag az európai hadszíntér utászai is elismerően nyilatkoztak volna. 1915. május 31-én egy erősebb brit-francia különítmény Cunliffe dandártábornok és Brisset alezredes vezetése alatt újra megtámadta Garuát. Küzdelmes útjuk volt Nigériából, mert a tűzerő fokozása céljából a HMS Challenger ágyúját hajózták föl a Benue-folyón Yoláig, összesen kb. 1000 km-et nyomulva előre a szakadékokkal szabdalt dzsungelterepen, míg Gaurához értek.
A magaslaton fekvő városkát cement és téglaerősítésű földfalakból emelt erődök felügyelték. Az erődök alatt ágyúzásbiztos óvóhelyet alakítottak ki a helyőrség számára. Az erőd melletti várost mélyen körbeárkolták, melynek aljába karócsapdák ezreit állították föl. Az árkon kívül egy négy és fél méter széles szögesdrótakadály következett, azon kívül szúrós akácágakat halmoztak föl. Ezek elé három méter mély, álcázott gödörcsapdákat ástak, így a sík és kissé mocsaras terepen felvonuló antant csapatok nehézségekkel néztek szembe. Tíznapos tüzérségi és kézifegyveres lövetés után egy lövedék a kettes számú erőd belsejében robbant föl, megölve húsz ott tartózkodót. Ezután, június 9-én éjjel a védők kitörést kíséreltek meg déli irányban, melyet a jól elhelyezett brit gyalogság meghiúsított. Másodszorra a Benue-folyón átkelve próbáltak menekülni, de az áradó vízbe sokan belefulladtak, így ez is meghiúsult. Június 10-én a németek fegyverszünetet kértek és szabad elvonulás fejében felkínálták az erőd átadását. Ezt a brit parancsnok elutasította, mire két óra múlva von Cranzelheim feltétel nélkül kapitulált. A hadizsákmány 11 géppuska, 6 löveg és nagy mennyiségű lőszer volt. Az antant katonái az ostromban egyetlen embert sem vesztettek.

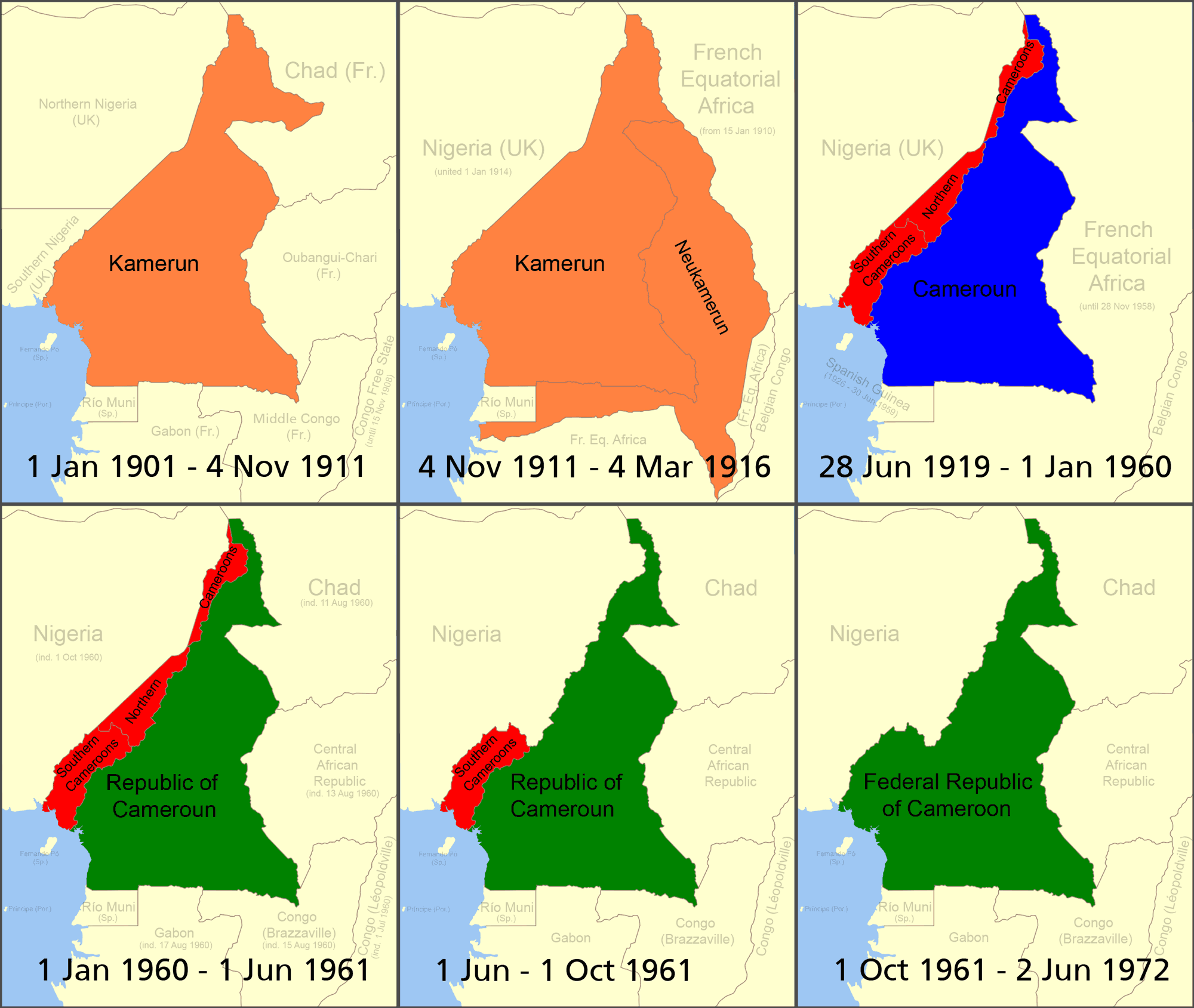
Kamerun területi változásai a XX. században

### További harcok
Június 27-én Ngaoundere erődje is megadta magát, majd október 24-én a németek feladták Banyo erődjét és Yaoundé, a mai főváros felé visszavonultak. Ezzel párhuzamosan egy belga-francia erő elfoglalta a partvidéki Doualát, mely akkoriban a német közigazgatási központ szerepét töltötte be. 1915 decemberére az antant csapatoknak sikerült a teljes partvidéket ellenőrzés alá vonni. 1916. január 9-én Yaoundé elesett, védői, 900 fehér és 14 000 bennszülött katona és szállító Spanyol-Guinea területére vonult át, ahol internálták őket. Más források szerint nagyjából 7000 katona és 7000 civil vonult át. A francia fogságba esett németeket a togóiakhoz hasonlóan Dahomeybe szállították és ott tartották fogva. 1916. február 18-án utolsóként von Raben százados tette le a fegyvert Mora helyőrségében, a Logone-folyótól nyugatra, mivel kifogytak a munícióból, így Kamerun területén megszűntek a harcok és teljes mértékben antant kézre került.

### Kamerun későbbi sorsa
1916-ban a gyarmat területét Brit és Francia Kamerunra osztották ketté (20-80%). Előbbit Nigériából kormányozták és közigazgatásilag 1954-ben Nigéria autonóm területévé tették. A terület déli felét viszont 1961-ben az egy évvel korábban Kameruni Köztársaság néven függetlenné vált Francia Kamerunhoz csatolták, így jött létre a Kameruni Szövetségi Köztársaság, egy brit és egy francia nyelvű közigazgatási területtel.

## Német Délnyugat-Afrika(DSWA) és Dél-Afrika

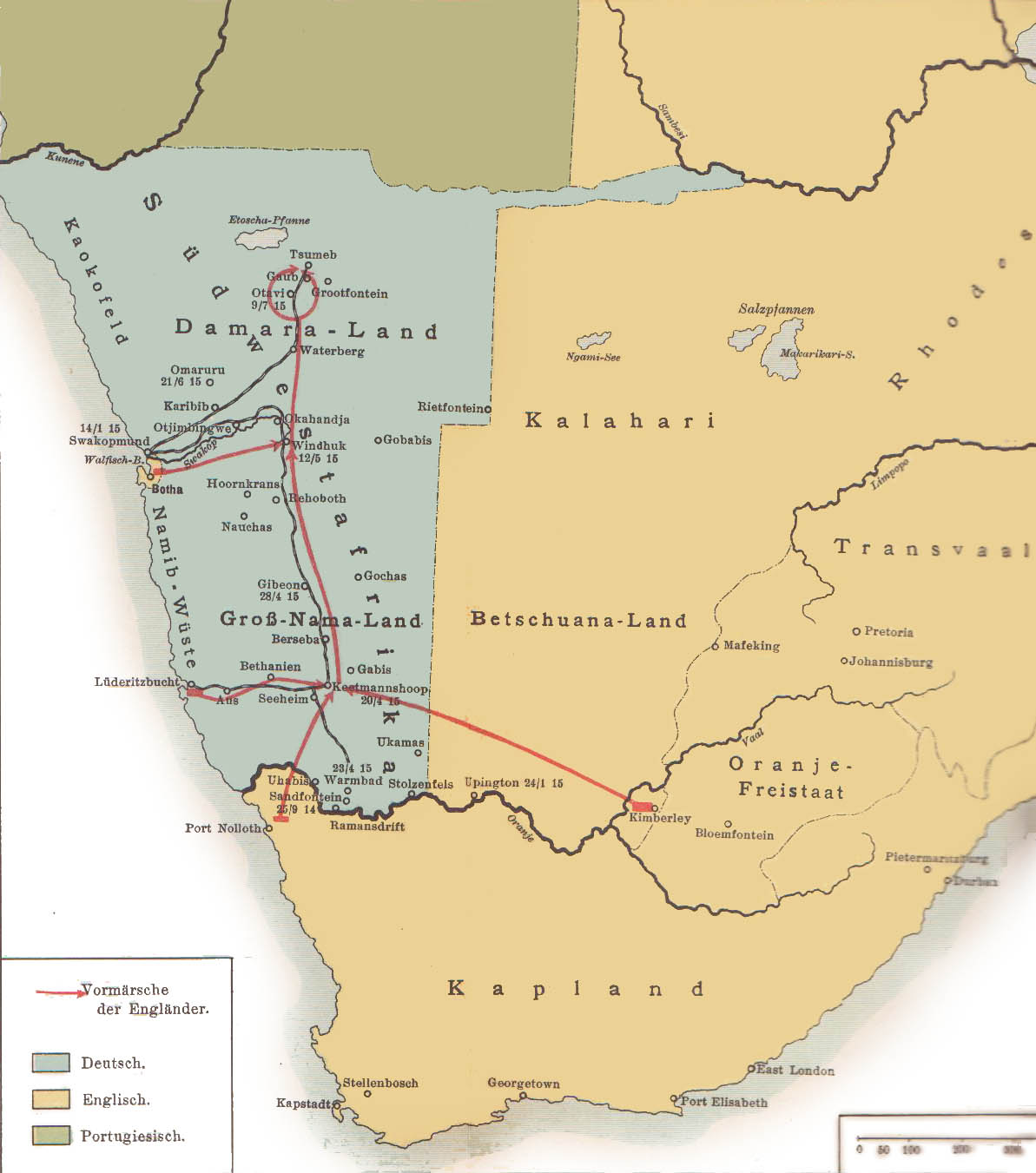
A délnyugat-afrikai hadjárat

### A feladat delegálása
Német Délnyugat-Afrika gyarmatának elfoglalását a britek a Dél-Afrikai Unióra akarták bízni, hiszen ez a domínium volt a legközelebb hozzá. Mikor London aziránt érdeklődött, hogy visszavonhatja-e a Dél-Afrikában állomásozó egységeit, hogy részt vegyenek a Németország elleni háborúban, illetve, hogy a dél-afrikai kormány hajlandó-e Német Délnyugat-Afrikát megtámadni, Louis Botha miniszterelnök igen feleletet adott. A döntés azonban beforratlan sebeket szaggatott fel. A Német Császárság évtizedek óta támogatta a búrok függetlenségét, fegyverekkel, elismeréssel és egyéb eszközökkel. Ezzel szemben a Brit Birodalom a búroknak mást sem okozott, mint háborúságot, alávetést, hazájuk többszöri elvételét (Fokföld, Natal). A gondolat, hogy német gyarmatokat támadjanak meg azoknak az angoloknak az érdekében, akik az 1899-1902-es angol-búr háborúban kegyetlen mészárlásokat rendeztek a búrok soraiban, koncentrációs táborba hurcolták családjaikat, és a búr függetlenséget  megsemmisítették, felháborodást keltett.

### Dél-Afrika belpolitikai helyzete
A Dél-Afrikai Unió az első világháború kitörésekor instabil politikai állapotban leledzett. A Lord Gladstone főkormányzó által kinevezett Louis Botha és kormánya politikája maga ellen fordította a szakszervezeteket, a keményvonalas búr függetlenségpártiakat és a Munkáspártot egyaránt. A közvélemény szemében Jan Christian Smuts miniszteri tevékenysége szálka volt, mivel konok, harcias és autokratikus személyisége irritálta a társadalom széles rétegeit, emellett egyidőben több olyan tárca felügyeletét látta el, melyhez nem értett. A kormány a Dél-Afrikai Unió négyéves fennállása alatt kétszer hirdetett statáriumot, mivel országos zavargások folytak. A munkások bérköveteléseinek hangot adó sztrájkot ugyanis Smuts erőszakos fellépése utcai zavargássá eszkalálta. A búr politikai elit megosztott volt aszerint, hogy képviselői a transvaali, vagy az oranjei befolyási körhöz tartoztak.

### A namíbiai hadműveletek kezdete
A dél-afrikai Louis Botha miniszterelnök elképzelése az volt, hogy először elfoglalja Délnyugat-Afrika kikötőit és határátkelőit. Mivel a németek több mint kétezer kilométernyi vasúthálózatot építettek ki a gyarmaton, ennek birtokba vételével a jelentős dél-afrikai erőfölény szabadon érvényesülhet. A német csapatok (Schutztruppe – gyarmati véderő) ezáltal vagy kilátástalan küzdelembe bocsátkoznak, vagy visszaszorulnak az ország sivatagos belsejébe, ahol a vízhiány és az egyéb készletek hiánya majd végez az ellenállással.
Augusztusban és szeptemberben a mozgósított dél-afrikai és német erők rajtaütésekkel nyugtalanították egymást. Ezek jellemzően a határ környékén járőröző egységek találkozásakor játszódtak le, pl. Kummermais, Nakop és Beenbreck mellett. Szeptember 14-én, 23-án, 24-én és 30-án dél-afrikai hadihajók lőtték Swakopmund kikötőjét, hogy a rádióállomást elhallgattassák. Szeptember 19-én Port Nollothban behajózott dél-afrikai csapatok partraszálltak Namíbia déli részének kikötőjében, Lüderitzben (portugál nevén Angra Pequena) és létrehozták a későbbi inváziónak első bázisát. 24-én viszont Oskar Skultetus csapatai elfoglalták Walvis Bay dél-afrikai enklávéját. Október 9-én kirobbant a búr függetlenség kivívását megcélzó Maritz-felkelés, de már az azt megelőző egy hónapban világosan érzékelhető volt a társadalmi nyugtalanság.

### A Maritz-lázadás
A búr kommandók egykori vezetői ekkor már javában szervezkedtek. Maritz alezredes két-három éve már kapcsolatban állt a DSWA tisztjeivel, mivel a második angol-brit háborút követő száműzetését Német Délnyugat-Afrikában töltötte és a Schutztruppe egységében harcolt a Herero-lázadás leverése kapcsán. Ő szervezte be Beyers vezérkari főnököt, aki pedig Christiaan de Wet, Jan Kemp és Jacobus Herculaas de la Rey, nagy tekintélyű, egykori kommandóparancsnokokat vonta be az összeesküvésbe. Beyers szeptember 15-én motorkocsival vitte de la Reyt szónokolni egy gyakorlatozni összegyűlt milicista egység elé, azzal a céllal, hogy a lázadás oldalára állítsa őket. Egy úttorlasznál a Foster-banda tagjaira vadászó rendőrség tévedésből lelőtte de la Reyt. Az összeesküvők azt hitték, lelepleződtek és pánikba esve mindent leállítottak. A milicistákat hazaengedték, a terv dugába dőlt, a kedvező momentum elillant. Pár nappal később meggyőződtek róla, hogy mégsem dekonspirálódtak; de la Rey temetésén pedig terjeszteni kezdték gyanújukat, miszerint a kormány tetette el láb alól.
Szeptember végén az északnyugati határvidéken parancsnokló Solomon Gerhardus "Manie" Maritz alezredes megtagadta, hogy embereit a németek ellen vezesse. A kormány (saját kérésére) felmentette beosztása alól, viszont Maritz nem adta át a parancsnokságot, hanem október 9-én proklamációban hívott fel a kormány megdöntésére, s ezzel a lázadást elindította. Keimoesban egy újabb búr államot is kikiáltottak. A második búr háború számos ismert vezetője be volt avatva (Beyers, De Wet, Kemp, Bezuidenhout), de nem sikerült csatlakozásra bírni a politikai ellenállás két vezetőjét, Hertzogot és Steynt. Beyers augusztusban a világháborúba való beavatkozás elleni tiltakozásául lemondott a vezérkari főnökségről, így Botha és Smuts szabadon rendelkezett a szervezett dél-afrikai haderő felett, mely ekkor 32 000 főre rúgott. Ezzel szemben a lázadók 12 000 fő körüli erőt tudtak összeszedni. Elszórt gócaikat sorban legyőzte a kormánycsapatok túlereje, október 24-én vereséget szenvedett Maritz, 28-án pedig De Wet esett fogságba. Beyers szintén vereséget szenvedett és arra kényszerült, hogy átkeljen a Vaal folyón. December 28-án az átkelés közben Beyers belefulladt az árba. Kemp 500 fős egységével Becsuánaföld sivatagán átkelve németek ellenőrizte vidékre menekült, de aztán egy héttel később visszatért Dél-Afrikába és megadta magát. A lázadók haderejének nagyobb részét még Dél-Afrikában szétverték.
Botha hat-hétéves ítéleteket szabatott ki a vezetőkre (egyedül Maritz emigrált Spanyolországba 1923-ig, mikor is hazatért). Köszönhetően a civil emberjogi akcióknak, tüntetéseknek és petícióknak két évvel később szabadok voltak és a továbbiakban a Dél-Afrikai Unió alkotmányos keretein belül keresték az oppozíció lehetőségét.

### A Sandfonteini ütközet[10]
Namíbia sivatagos terepén döntő jelentőségű volt a vízlelőhelyek birtoklása. A Raman's Drifttől kb. 35 km-re levő Sandfontein három kúttal rendelkező, lakatlan oázis volt. Kapcsolatban állva az októberben majd búr lázadást kirobbantó Maritz alezredessel, a Schutztruppe biztos lehetett benne, hogy annak határmenti dél-afrikai erői nem fognak megmozdulni, ezért csapdát állított a környező magaslatokban elbújva. A német egység 1700-1800, szinte kizárólag bennszülött katonából állt, melyet német tisztek irányítottak. 10 löveg fölött diszponáltak, parancsnokuk Joachim von Heydebreck tábornok volt. A Sir Henry Lukin dandártábornok parancsnoksága alá tartozó Force A szeptemberben uralma alá vonta az Oranje-folyó átkelőit és szeptember 25-én apró helyőrséget hozott létre Sandfontein három vizeskútjánál. Másnap erősítés érkezett lovas lövészekkel, négy tizenhárom fontos löveggel és sok teherhordó állattal.
A menetoszlop hosszú utat tett meg pihenő nélkül, kimerültek, víztartalékot nem osztottak indulás előtt, az állatok alig álltak lábukon. A helyőrség nem vette észre ellenség jelenlétét, így nekikezdtek az itatásnak és vízvételezésnek. Kiküldtek egy felderítő járőrt, mely hamarosan vad golyózáportól űzve tért vissza. A dombokon kedvező állást foglaló német géppuskások össztüzet zúdítottak a lent tolongó dél-afrikaiakra, akik hanyatt-homlok menekültek lőtávolon kívülre. Grant alezredesnek sikerült rendezett visszavonulásra bírnia katonáit a közeli kopjéig (kb. tanúhegy) és rögtönzött tábori kórházat rendeztek be egy bódéban. Rá kellett azonban döbbenniük, hogy a Raman's Driftig vezető telefonvonalaikat elvágták, így nem tudnak erősítést kérni és mivel harminc kilométeren belül sehol nincs víz, a kitikkadt katonák nem vonulhatnak vissza. A kórházbódé mellett a brit tüzérség állást foglalt és lőni kezdte a német pozíciókat, a németek pedig viszonozták a tüzet. A dél-afrikai lövegek bár folyamatosan mozogtak és jól céloztak, hamarosan le lettek küzdve a túlerőben lévő német tüzérség által. Ezután a németek lövegeiket előremozgatták és kb. 1200 méterről közvetlenül a gyalogságot kezdték lőni. Grant alezredesnek nem maradt más választása, mint a megadás.
A fehér lobogó kitűzését követően mindkét fél a vízforráshoz rohant szomját oltani. A brit tisztek gratuláltak von Heydebrecknek a sikerhez, ő pedig a bátor helytállásért fejezte ki elismerését. Von Heydebreck nem sokkal később, november 18-án meghalt, mikor egy gránát felrobbant a kezében. Utóda a DSWA katonai parancsnokaként Victor Franke alezredes lett.

### Összetűzés a portugálokkal: a naulilai incidens
1914 szeptemberében ellenségeskedés kezdődött az angolai portugál és a namíbiai német gyarmati erők között. Schultze-Jena outjo-i kerületi megbízott egy őrjárat élén eltűnt élelemszállítmányok után kutatva engedély nélkül átlépte a határt. Portugál gyarmati katonák megállították és Alferes Sereno parancsára Naulilába kísérték őket kihallgatásra. A naulilai helyőrségbe érve megpróbálták a németeket őrizetbe venni, aminek azok ellenszegültek. Lövöldözés kezdődött, amelyben a Schultze-Jena és két katonája életét vesztette, a két túlélőt pedig fogságba vetették. Válaszul október 31-én Oswald Ostermann katonái megtámadták a határon álló Cuangar erődjét és lemészárolták annak védőit (Cuangari vérengzés). Ezt követően lerombolták Bunya és Shambyu apró erődjeit, majd november közepén elfoglalták Dirico-t és Mucusso-t.
December 18-án Victor Franke 600 fős seregével négy órás harc után elfoglalta magát a 800 portugál által védett Naulilát is. Az Alves Roçadas őrnagy vezette portugál különítmény kénytelen volt feladni Naulilát, hogy a teljes megsemmisítést elkerülje. A visszavonulást dragonyosrohammal fedezte, melynek vezetőjét, Aragon hadnagyot az elsők között lőtték le (német fogságba esett, később a dél-afrikaiak szabadították ki). A portugál gyarmat déli széle német megszállás alá került; erre a területre a németek korábban már amúgy is szemet vetettek. Portugál válasz nem érkezett erre a kihívásra, mert az anyaország súlyos belpolitikai krízisben vergődött ez idő tájt. Franke megsebesült a harcban, ezért Trainer százados vette át ideiglenesen a Schutztruppe parancsnokságát. A portugálok veresége után Angolában német támogatású helyi felkelések törtek ki, melyet csak a németek veresége után, 1915 szeptemberében sikerült leverni.

### Visszavonulás a partokról
A dél-afrikai csapatok Lüderitzből támadva novemberre már 70 kilométerre keletebbre jártak. A Maritz-felkelés október végi felszámolása lehetővé tette, hogy karácsonykor visszafoglalták Walvis Bayt, majd 1915 januárjában uralmuk alá vonták Swakopmund kikötőjét is, mely pár kilométerre északra feküdt Walvis Baytől. A nyomasztó erőhátrányban levő német Schutztruppe sem ezeket, sem az Oranje-folyó két átkelőhelyét nem próbálta komolyabban védeni, így a gyarmathoz vezető utak mind angol kézre kerültek. Az ország belsejébe, Windhoek felé visszavonuló németek annyi kellemetlenséget akartak okozni a briteknek, amennyit képesek, de világos volt, hogy győzni nincs esélyük.

### A namíbiai német légierő
A szárazföldi ütközetek mellett a német légierő ott nyugtalanította az angolokat, ahol csak tudta. A német délnyugat-afrikai légierő összesen három repülőgépből állt, melyek felderítési és bombázófeladatokat láttak el. Külön e célra szerkesztett bombákkal nem rendelkeztek, viszont találékonyságnak nem voltak híján, így darabokra szelt kályhacsőből rögtönöztek bombaköpenyeket, illetve tüzérségi lövedékeket hajigáltak az ellenségre pl. Haalen Burgnál két alkalommal. A november 12-i támadás nem volt eredményes, de november 29-én négy embert megsebesítettek, egyet megöltek és tüzérségi eszközöket rongáltak meg. Ehhez hasonló légitámadásokat Namíbia más részén is végrehajtottak.

### Windhoek bevétele
Február 8-án Botha megérkezett, hogy átvegye a kettéosztott hadsereg északi része feletti parancsnokságot. Walvis Bay és Swakopmund kikötőjét ezalatt kiépítették, hogy befogadhassa, továbbíthassa a 20 000 fős inváziós erő felszerelését, beleértve ebbe vihartörő gát, parti vasútvonal, depók és egyéb infrastruktúra létesítését is. Február 22-én a hadsereg előrenyomult a Windhoek felé vezető vasútvonal mentén.
Március 20-án megütköztek a németekkel Pforte és Jakalswater mellett. Utóbbinál a támadást visszaverték, de a Pfortét védelmező kétszáztíz német megadta magát. Ezzel egyidőben bevették a Rietnél kiépített erős német állásokat. Jó egy hónap pihenő következett, míg a hadtápot beljebb költöztették és felkészültek a további előrenyomulásra. Május 1-jén Brits ezredes bevette Kubast, 5-én elesett Kabibi, a fontos vasúti csomópont. Ekkor már csak 100 km távolságra lehettek Windhoektól. Mikor május 10-én a Myburgh tábornok vezette előörs megközelítette Windhoekot, a németek telefonon jelezték, hogy készek megadni magukat. 12-én Botha bevonult a német főerők által Grootfontein felé elhagyott Windhoekba.

### A végkimenetel
A 60 000 fős délafrikai haderővel szemben a Schutztruppe 1915. július 9-ig tudta tartani magát, majd az ország északi részébe szorulva, készletek és víz híján feltétel nélkül letette a fegyvert. Az angol erők a délnyugat-afrikai hadjárat alatt kb. 5000 foglyot ejtettek és 59 löveget zsákmányoltak.
Az átmenetileg internált polgári lakosság 1915 végére visszatérhetett lakóhelyére és szeptemberben már megjelenhetett az első újraindított német nyelvű újság is, a Lüderitzbuchter Zeitung. Az ország a következő kb. 80 évre de facto dél-afrikai irányítás alá került. Namíbia mind a mai napig értékes gyémánt- és rézlelőhelyekkel rendelkezik, így Németország legjövedelmezőbb gyarmatát veszítette el vele. Ezenkívül a sziklás, sivatagos terep mellett az ország rendelkezik jó termőfölddel is, bár nem túl sokkal.
A namíbiai ellenállás sikeres volt azon tekintetben, hogy végrehajtotta feladatát, mely reálisan a dél-afrikai katonaság lefoglalására szorítkozhatott. Az Unió katonáit nem lehetett a nyugati frontra vinni a fent említett társadalmi ellenállásból kifolyólag. Azonban az harc elhúzásával értékes időt nyertek Német Kelet-Afrika számára, melyet ugyancsak a dél-afrikai haderőnek kellett volna legyőznie. Mivel Német Délnyugat-Afrikában a búr lázadók létszámához képest töredéknyi haderő volt, ezért az ellenállás kulcsa az volt, hogy mire jutnak Maritz és összeesküvői. A dél-afrikai katonák nem lelkesedtek, hogy a németekkel harcoljanak, ezért ahol a lázadók ennek szabotálását hirdették meg, ott hozzájuk csatlakoztak. Attól sem lelkesedtek viszont, hogy saját honfitársaikra nyissanak tüzet, így a hadsereg nagy része lojális tisztjeit követve teljesítette a kormány parancsait.

## Német Kelet-Afrika (Tanganyika)

### Az előzetes elképzelések
Német Kelet-Afrika és általában az afrikai gyarmatok az 1885-86-os berlini Kongó Konferencia megállapodásai értelmében egy európai háború esetén semlegességet élveztek, amennyiben azt minden fél betartja. Dr. Heinrich Schnee kormányzó ennek megfelelően igyekezett kimaradni a háborúból és a gyarmat partvidékét "nyílt városoknak" nyilvánította. Schnee kormányzói politikája a gyarmat ipari és infrastruktúrális fejlesztésére irányult, melyet a bennszülött népesség jólétének és nyugalmának megőrzésére használt fel. Progresszív elképzeléseivel kívánta elősegíteni a hat-hét éve tartó prosperitást, s ennek segítségével biztosítani a német uralmat a bennszülött népesség fölött. Ezt a szilárd uralmat értékelése szerint veszélyeztette volna, ha a német hadierő védtelennek mutatkozik a britek esetleges tengeri bombázása ellenében, illetve ha európaiak egymást öldöklik a bennszülöttek szeme láttára, az a fehér ember legyőzhetetlenségi nimbuszát kikezdte volna.
Ezzel szemben az energikus Paul von Lettow-Vorbeck alezredes (később tábornokká léptették elő) ki akarta venni a részét a háborúból és annyi antant erőt akart lekötni, amennyit csak lehetséges, segítve ezzel az anyaország európai harcterein küzdő német hadsereget, de erre az engedélyt Schneetől nem kapta meg. Gondosan kimunkált stratégiai tervét (a fontos Uganda-vasút vonalának átvágása, Mombasa kikötőjének megszerzése, a saját kikötők védelme, a fölényben levő brit gyarmati haderő szétaprózása) jegelnie kellett – volna. Valójában Schnee tervét sohasem vette komolyan, sőt, nyíltan kárhoztatta azt. Aktivitása azonban egyelőre csak a Schutztruppe létszámának emelésében, a kiképzési hiányosságok pótlásában és a csapatok koncentrálásában mutatkozott meg.
A brit hadvezetés Német Kelet-Afrikát nem csak elszigetelt, s jobbára védtelen gyarmatnak tekintette, hanem fontos fenyegetésnek mind az afrikai gyarmatokra – főként Brit kelet-Afrikára -, mind pedig az Indiai-óceán hajózási útvonalaira. Utóbbit elsősorban a Königsberg cirkáló által látták fenyegetettnek, mely Dar es-Salaam kikötőjében állomásozott; később az Emden cirkáló szintén az Indiai-óceánra hajózott portyázni, s ez növelte az aggodalmakat. Ezek miatt a brit stratégiai elképzelés nem óhajtotta halasztgatni Német Kelet-Afrika elfoglalását valamely későbbi, alkalmas időpontra, hanem azonnali csapásmérésben gondolkodott.

### Első szakasz: az 1914-es offenzíva

#### Kitör a háború
Július 31-én, számítva a háború kitörésére a Königsberg kifutott állomáshelyéről, Dar es-Salaam kikötőjéből. A Brit Birodalom és a Német Császárság közötti hadiállapot augusztus 4-én állt be. Eddigre a Königsberg lerázta a térségben őt szemmel tartó brit cirkálóköteléket és előzetesen meghatározott feladatának megfelelően portyázni indult az Indiai-óceánra. Első áldozata a City of Winchester nevű gőzös lett, később pedig más hajókat is megtámadott. A gőzös elvesztésének hírére a brit flotta augusztus 8-án behajózott Dar es Salaamba, de oda a Königsberg nem tért vissza. A HMS Pegasus és a HMS Astrea cirkáló szétlőtte a rádiótornyot, mire Schnee kormányzó megpróbálta meggyőzni az Astrea rangidős kapitányát, hogy Dar es-Salaam nyílt város, fölösleges brutalitás lenne szétlőni. Válaszként egy brit követelést kapott, melynek értelmében minden német átjátszóállomást meg kell semmisíteni, minden hadi jellegű készletet át kell adni és a kikötőben levő két kereskedelmi hajót, a Königet és a Feldmarschallt is lefoglalják. Ezen követelések mentén Dar es-Salaam (augusztus 8.) és Tanga kikötőjében (augusztus 17.) semlegesítési egyezményt kötöttek a német hatóságok a brit kapitányokkal, kikötve, hogy az admiralitásnak még áldását kell adnia az egyezményre. Schnee ezt jobb híján tudomásul vette, Lettow-Vorbeck annál kevésbé. Állandó nyomás alatt tartotta Schneet, hogy másítsa meg elhatározását és augusztus 8-án parancsot adott Taveta elfoglalására. Augusztus 15-én Tom von Prince százados vezetésével a Schutztruppe megszállta a határ túlsó oldalán fekvő várost. Lényegében tehát Lettow-Vorbeck provokálta ki a harc kitörését.

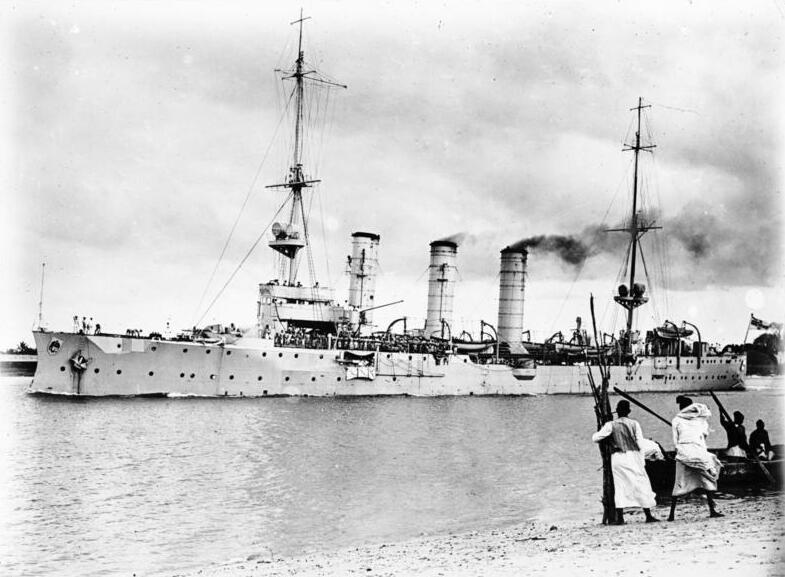
A Königsberg Német Kelet-Afrikában

#### A Königsberg utáni hajsza[15]
Az antant teljes tengeri fölénye a háború kitörésekor éppen tengeren levő német hajókat nehéz helyzetbe hozta, hiszen kevés kikötő és támaszpont állt rendelkezésükre, ahol menedéket találhattak. A Königsberg kereskedelmi hajókra való eredményes vadászat után szeptember 4-én (egy bennszülött hajós tanácsára) a Rufidzsi-folyó deltájában rejtőzött el, kb. 150 km-re délre Dar es-Salaamtól. Szeptember 20-án a dagály segítségével kilopódzott és Zanzibár szigete mellett elsüllyesztette a HMS Pegasus cirkálót és egy postahajót, majd visszavonult a folyódeltába, melyről a britek nem feltételezték, hogy elég mély volna egy ekkora hajó befogadására. Hidroplánnal igyekeztek felderíteni a rejtőzködő hajót, de a gép, amely végül megpillantotta, lezuhant, pilótája pedig fogságba esett, így nem tudott hírt adni hollétéről. Október 20-án a Präsident nevű német hajót átvizsgálva olyan parancsot találtak, hogy szállítson szenet a Rufidzsi torkolatához. A HMS Chatham cirkáló ellenőrizte a megnevezett helyet és megpillantották a fák között kikandikáló árbócokat. A turpisságot sikerült leleplezni, a Rufidzsi deltája köré blokádot vontak. Október 21-én a HMS Chatham behajózott Dar es-Salaam kikötőjébe és a HMS Pegasus elsüllyesztésére hivatkozva a semlegességi egyezményt érvénytelennek nyilvánította.

#### Erőgyűjtés
A háború első két hónapjában kisebb rajtaütések zajlottak Kenya és Német Kelet-Afrika határán. Lettow-Vorbeck készletek rablására és különösen az Uganda-vasút elleni szabotázsakciók végrehajtására vezényelte északi egységeit. Gazit szeptember végén és október elején német támadások érték, melyeket a helyben állomásozó King's African Rifles (KAR) egységei visszavertek. Mindkét félnek minimális hadereje volt a térségben. A brit KAR java része Brit Kelet-Afrika nyugati részében törzsi felkelések pacifikálásán fáradozott, a Schutztruppe pedig mindössze 216 német katonából és 2319 bennszülött aszkariból állt a harc kitörését megelőzően." Ezért a britek szeptember és október folyamán indiai csapatokat hajóztak Mombasába (az Uganda-vasút kiindulópontjába) és más városokba védelmüket erősítendő. A rendelkezésre álló csapatok létszáma csakhamar elérte a 12 000-ret. A hadvezetés offenzívára adott parancsot az érkezésben levő egységek egyelőre még Indiában levő parancsnokának, Arthur Aitken altábornagynak, akit ideiglenesen vezérőrnaggyá léptettek elő.
Az indiai egységek részben rosszul kiképzett, néha tartalékos katonákból álltak, akiket sebtében rángattak össze a Force B kötelékébe, s így parancsnokaik esetenként csak Afrikába megérkezve mérhették fel, pontosan milyen csapatok fölött diszponálnak. Bizonyos egységeket hirtelenjében új, korszerűbb, ugyanakkor ismeretlen fegyverzettel láttak el, a géppuska mibenléte pedig a legtöbb indiai alakulat számára ismeretlen volt. A katonákat ráadásul frusztrálta, hogy heteken át szállítóhajókon voltak összezsúfolva, attól kezdve, hogy Indiából kihajóztak, Aitken ugyanis titoktartásra hivatkozva nem engedte meg, hogy partra tegyék őket. Az afrikai bennszülöttekhez mérten azonban Aitken vezérőrnagy így is fölényben levőnek érezte katonáit. Kijelentése szerint: "Az Indiai Hadsereg rövid úton el fogja intézni azt a niggerbandát". Aitken kapott parancsai alapján két támadóegységet képezett. A Force C 4000 fővel északon, a Kilimandzsáró körüli települések ellen készült elterelő támadást indítani, míg a 8000 fős Force B hajón indult Tanga kikötőjének bevételére. A művelet egyszerre akarta harapófogóba fogni a Tangától északra, a határ mentén operáló német portyázó erőket és a flotta kívánságának megfelelően megfosztani a német tengerészetet kikötőitől.

#### A Tanga és Longido melletti ütközetek
November 2-án reggelén a Force B csapatai Tanga elé érkeztek. A brit tisztek közül többen azt kívánták, hogy mielőtt műveletbe kezdenének, tájékoztassák a németeket a semlegességi egyezmény felmondásáról. Ebben Aitken egyetértett. Caulfield kapitány tájékoztathatta volna, hogy kötelékének egyik hajója már októberben behajózott Dar es-Salaamba, és ezt az üzenetet világosan a németek értésére adta, de nem tette, noha a műveletről tudnia kellett. Így a meglepetés előnyét a britek elvesztették, s hosszan tartó alkudozásba bonyolódtak.
A körzeti megbízott, dr. Auracher egy dingivel a partok előtt felsejlő flotta elé hajózott. A HMS Fox fedélzetén a két fél tárgyalásba kezdett. Caulfield kapitány a semlegességi egyezményt érvénytelennek nyilvánította és a város megadását követelte, melynek hiányában bombázást helyezett kilátásba. Auracher kijelentette, hogy nincs felhatalmazva megadásra, s ehhez Schnee kormányzó engedélyét kell kérnie. Caulfield két és fél óra gondolkodási időt adott és felszólította, hogy adjon róla számot, elaknásították-e a kikötőt. Auracher megtagadta a választ, ezért a kapitány megfenyegette, hogy ha hajóinak bármi baja esik, lelöveti. A körzeti megbízott cikcakkban visszahajózott Tangába. A kikötő nem volt elaknásítva, de Auracher megerősítette a briteket hitükben és táviratozni kezdett. Schnee, amint várható volt, a város lövetését mindenáron elkerülni utasította a megbízottat, akár megadás árán is. Lettow-Vorbeck ezzel szemben ellenállásra adott utasítást és felmentést helyezett kilátásba. Előzetes számításai szerint 30 órára volt szüksége, hogy a Kilimandzsáró környékéről vasúton át tudja dobni katonáit Tangába. Auracher felvette hadnagyi uniformisát és csatlakozott a Schutztruppe Tangát védő, Tafel százados vezette szakaszához a helyi rendőrséggel egyetemben. Lettow-Vorbeck utasítást adott, hogy a Schutztruppe majdnem teljes térségbeli ereje azonnal induljon Tangába, mihelyt megerősítik, hogy a britek partraszállnak Tanga közelében. Ez a délután folyamán, a partraszállást megfigyelő poszt ágyúzását követően megtörtént.

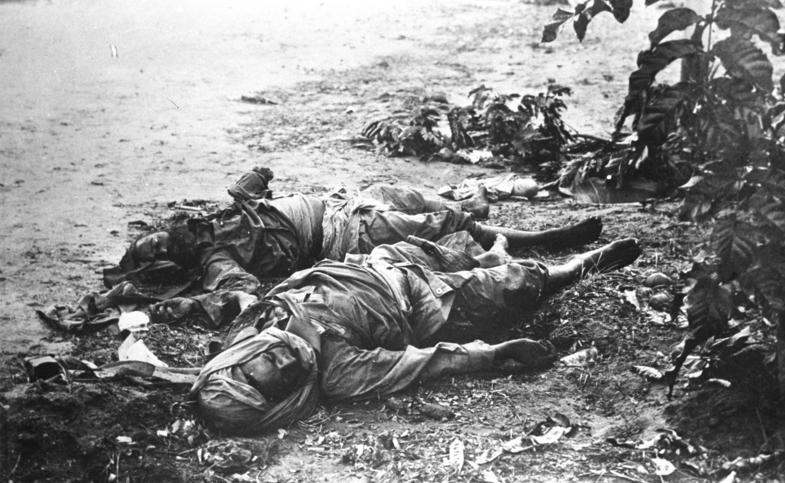
A tangai harcokban elesett indiai katonák

A britek a megadást hiába várva haditanácsot tartottak a vezető tisztek számára. Elég körülményesen jártak el, órákat kellett várniuk, míg a meghívottak összegyűltek a különböző hajók fedélzetéről. Az aknáktól és nemlétező német tüzérségi ütegektől való félelem miatt a partraszállás helye három kilométerre Tanga városától keletre, egy mangrovés mocsárban lett kijelölve. Ezután gondos aknamentesítő munkálatokba kezdtek, majd nekiláttak a csapatok kihajózásának. Nem számoltak azonban a korallzátonyokkal; a szállítóhajók csak fél kilométerre tudták megközelíteni a partot a kijelölt helyen. A katonák így vaksötétben fél kilométert gázoltak nyakig érő vízben, pedig a hosszas bezártságtól, illetve a tengeribetegség megújuló rohamaitól már amúgy is elcsigázottak voltak. Előbb besötétedett, aztán éjfél is elmúlt mielőtt jelentős erők partot értek volna, a nehézfegyverzet kirakodása pedig el sem kezdődött. November 3-án, fél órával hajnal előtt felderítő célú őrjárat indult el Tanga irányába Stewart alezredes vezetésével. A kirakodás ezalatt javában folyt.
Hajnali öt órakor, virradat előtt tűzharc tört ki Stewart katonái és a kiépített védőállásokból tüzelő német katonák között. A partról három-négy századnyi erővel az előörs segítségére sietett Tighe dandártábornok, az Imperial Service Brigade dandárparancsnoka. Hét órakor már zászlóaljnyira nőtt a támadók ereje, de mivel a zászlóaljparancsnokuk és egy századparancsnokuk az elsők között esett el a géppuskatűzben, a katonák morálja a nulla felé közeledett. Hiába hoztak még három századnyi erősítést a partról (a védők szakaszának létszáma 75 fő volt!), a géppuskatűz hatására a katonák nem engedelmeskedtek a támadó parancsnak és nem mozdultak állásaikból. Fél nyolckor, mielőtt a Tangát védő 17. Feldkompanie szakasza teljesen kifogyott volna a lőszerből, megérkezett Merensky hadnagy a 6. Feldkompanie kíséretében. Merensky nyolc órakor már támadásba is vezette egységét, s délről kerülve oldalba kapta az indiai állásokat. A megrettent 61. királyi utászzászlóalj a sűrű bozótosból kirontó ellenség elől menekülni kezdett. A megingást látva Tighe a 13. Radzsputi zászlóaljat is visszavonta a part felé. A HMS Fox utasítást kapott, hogy fedezőtűzzel segítse a visszavonulást, de a sűrű növényzettől nem látta, hova kéne céloznia. 11 lövést adott le, telitalálatot érve el a német kórház épületén, melyből kifolyólag beszüntette a tüzet. Az indiai erők támadása összeomlott. Meinertzhagen százados kommentárja szerint "A brit tisztek hősies példát mutattak, de esélyük sem volt, mert a katonák nyulak módjára inaltak és megijesztett majomcsordaként rebbentek szét". Tighe az időközben új partraszállási helynek kijelölt B partszakaszon tudta rendbe szedni és védelembe állítani katonáit. Jelentést küldött a HMS Karmala fedélzetén levő Aitkennek, hogy a támadás felújításához még négy zászlóaljra van szüksége és nem kísérletezett további felderítéssel Tanga irányába. Az igényelt erők kiszállítása folyamatban volt, de aznap már nem volt teljesíthető, ezért Aitken 4-re tolta a következő támadás kezdetét. Jómaga délután ötkor lépett a szárazföldre stábjával. A folyamatos kirakodási nehézségek miatt tüzérségének azt az utasítást adta, hogy ne szálljon partra, hanem a hajók fedélzetén állást foglalva fedezze a másnapi támadást.
Ha a britek nem hagyják abba a felderítést, könnyen megállapíthatták volna, hogy Tangát feladták a németek. Ugyanis Merensky bravúros támadása után a 16. és 17. Feldkompanie egységeivel frissen érkezett Baumstark százados vette át a parancsnokságot, aki arra az álláspontra helyezkedett, hogy a rendelkezésére álló erőkkel Tanga nem védhető eredményesen egy következő támadással szemben. Theodor Tafel százados attól tartott, hogy a HMS Fox bombázni fogja a várost, így a felderítő járőrök kivételével az összes egységet négy kilométerre nyugatra vonták vissza, Kange falujába. Ebbe az állásba érkezett meg a nap folyamán később a 7. és 8. Schützenkompanie, majd november 4-én hajnali három tájban Lettow-Vorbeck is. Baumstark nem tudta megmondani, hogy Tangát vajon elfoglalták-e a britek távozása után, ezért Lettow-Vorbeck biciklire pattanva maga indult körülnézni. Mivel Tangát üresen találta, visszavezényelte katonáit a városba. Időközben Schnee kormányzó táviratot küldött neki, melyben explicit megtiltotta olyan helyzet előidézését, melyben Tangát esetleg brit hajótűz alá vehetik, de az alezredest ez nemigen hatotta meg. Válaszában közölte, hogy "ha mindent meg akarunk nyerni, kockára is kell tennünk mindent". November 4-én kilenc órakor megérkezett a 13. Feldkompanie is és már csak a 4. és 9. FK volt úton. A britek körülményeskedése és késlekedése megszerezte az átcsoportosításhoz szükséges 30 óra haladékot a németek számára.

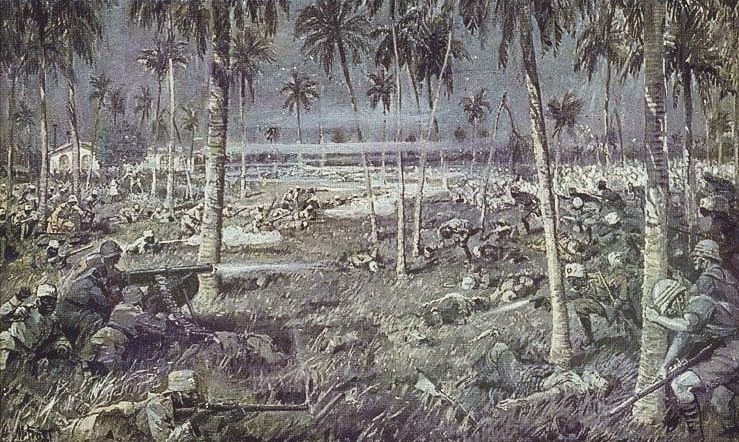
A tangai ütközet – Martin Frost festménye

November 4-én 12 órakor a brit erők ismét támadásba kezdtek. Az afrikai hőséghez nem akklimatizálódott, szomjúságtól morózus és hiányos fizikai kiképzést kapott indiaiak áttekinthetetlen, bozótos terepen igyekeztek előre, mikor a Schutztruppe géppuskáinak tüze közéjük csapott. A 63. palmacottai könnyűgyalogos ezred az első lövésekre szétszaladt és kivonta magát a harcból. A mögötte jövő 98. gyalogzászlóalj harcikedvét erősen csökkentette a megfutó könnyűgyalogosok látványa, majd mikor vadméhek támadták meg, a szélrózsa minden irányába menekült és Wapshare dandártábornok jó ideig nem tudta rendezni a sorait. Északabbra az ellenséges tűzben ugyanúgy megfutott a 13. Radzsputi zászlóalj fele és magával rántotta a 61-es utászok többségét is. A brit haderő maradéka azonban nekigyürkőzött a harcnak és túlerejének segítségével betört Tanga épületei közé. 3 óra körül a harc már a városban folyt, házról házra. Aitkent és stábját eközben teljesen lefoglalta, hogy a felbomlott egységeket megpróbálják rendezni. A flotta támogató tüze fokozta a zűrzavart. Az épületek közötti harcból semmit kivenni nem tudó és tüzérségi megfigyelőkkel sem rendelkező HMS Fox a 2. kasmíri lövészzászlóalj által elfoglalt házakat lőtte szét. Két lövedéke olyan közel csapott be, hogy Aitkent is ledöntötte a lábáról, ezért a tüzet beszüntették.
A délkeletről támadó 101-es gránátos zászlóalj kezdetben sikeresen betört a 16. FK soraiba és kikapcsolta a harcból annak géppuskáját, de aztán Baumstark százados az 1. és a 17. FK harcba vetésével megállította az előrenyomulást. 3/4 4-kor Lettow-Vorbeck támadásba küldte utolsó tartalékát. A 13. FK kihasználva, hogy a 101-es gránátosok nem tudták átkarolni Tanga déli oldalát, megkerülte annak szárnyát és olyan lendületes oldaltámadást indított, hogy a zászlóaljt teljesen fölbomlasztotta. Baumstark százados a sikert elmélyítendő a 16. és 17. FK-t is támadásra parancsolta. Ezzel lendületben tartotta az előrenyomulást és elkezdte felgöngyölíteni a brit vonalat. A német szolgálatban álló aszkarik vad csatakiáltással kísért szuronyrohama összeomlasztotta a nagy nehezen rendbe szedett és felvonultatott 98. gyalogzászlóaljat, ezzel a brit balszárny megszűnt harcoló erőként létezni. Az oldalvéd nélkül maradt, Tangában utcai harcokat vívó 2. Loyal North Lancashire ezred, valamint a 2. és 3. kasmíri lövészzászlóaljak számára nem maradt más, mint visszavonulni a part felé. A teljesen felbomlott brit egységek soraiban zavaros jelenetek játszódtak, a tisztek minden erőfeszítése ellenére sem lehetett rábírni a katonákat védővonal alkotására.
A leszálló alkonyatban a német katonák is összekeveredtek és eltévedtek a harc forgatagában. Baumstark rendezni kívánta a sorokat és kürtösével a "gyülekező a táborban" jelet fúvatta meg. Csakhogy az utolsó tábor, melyet elhagytak nem Tangában volt, hanem négy kilométerre nyugatra, Kange falujában. Egyre több kürtös vette át a jelet és az elszakadt, tévelygő német egységek fegyelmezetten elkezdtek levonulni a csatatérről. A rendezés a sötétben lehetetlennek bizonyult, így a német haderő miután másodszor is visszaverte a brit támadást, másodszor is feladta Tangát.
Aitken egész éjjel egy újabb támadást próbált megtervezni, de Tighe és Wapshare jelentései meggyőzték, hogy a két dandár harcképtelenné vált és előtérbe került az attól való félelem, hogy egy esetleges német éjjeli támadás az egész Force B-t megsemmisítheti. Meinertzhagen százados kétes hitelességű naplója szerint a német kürtösök jelzéseit hallva gyanút fogott, s felderítő járőrével egészen Tanga központjáig előrehatolva konstatálta, hogy a várost a németek elhagyták. Azonban mire jelentése elérte Aitkent, a döntés a hadművelet lefújásáról már megszületett. November 5-én reggel megérkezett a két darab ütegből álló német tüzérség, melyek állást foglaltak és lőni kezdték a kikötőben álló HMS Fox-ot és a HMS Bharata-t, mire azok kénytelenek voltak kihajózni a nyílt tengerre. Aitken a sebesültek összeszedésére és ellátására alkalmat adó fegyverszüneti ajánlattal a németekhez küldte Meinertzhagent és a délután folyamán behajózta csapatait. Napnyugta előtt nem sokkal lejárt a fegyverszünet. Lettow-Vorbeck előrevonta egységeit a második számú brit partszakasz felé és újra lőni kezdte a brit szállítóhajókat, s egyet találatával fel is gyújtott. A flotta nem sokkal később felszedte a horgonyt és Mombasa felé vette az irányt.
Az afrikai háborúskodás jellemzően lovagias módon folyt. A harc szünetében a brit és német tisztek fehér zászló alatt találkoztak, és a sebesültek ellátása mellett konyakozás közepette barátságos diskurzust folytattak, melyben elemezték az ütközetet. A sebesülten fogságba esett brit tiszteket szabadon engedték, mindössze becsületszavukat véve, hogy nem harcolnak a háború hátralevő részében. A britek veszteségét kb. 400 halottra, kb. 3-500 sebesültre és 150-250 eltűntre teszik. A németek kb. 150 ember vesztettek, 71-en haltak meg, köztük von Prince százados is. A hadizsákmány 600 000 lőszerből, 16 géppuskából, és a Schutztruppe egyéves egyenruhaigényét fedező ruházatból állt, valamint értékes híradókészülékekből, tábori telefonokból és egyéb felszerelésből.
Ezzel párhuzamosan a Kilimandzsáró lejtőin fekvő Longido mellett szintén összecsapott a két fél. A longidoi, északról jövő támadás egészítette ki a tangai partraszállást. A tervek szerint a déli erők a vasútvonal mentén észak felé nyomulva egymás után számolták volna fel a német ellenállást, míg a Force C közvetlenül a határt fenyegető német erők tevékenységét semlegesítette volna. A kb. négyszeres túlerőben levő brit csapatok azonban nem tudták megtörni az ellenállást és háromszáz katonájuk elvesztése után visszavonultak. Lord Kitchener hadügyminiszter leválttatta a jelentésében minden felelősséget magára vállaló és beosztottjait feldicsérő Aitkent és ezredessé(!) fokozta le. Aitken a háború további részében csak fele fizetését kapta meg és mivel karrierje romba dőlt, nyugállományba kényszerült. Egy háború utáni vizsgálóbizottság 1920-21-ben rehabilitálta a szerencsétlen tábornokot és tisztázta a felelősség alól.

### Második szakasz: állóháború

#### Kisebb határmenti összecsapások

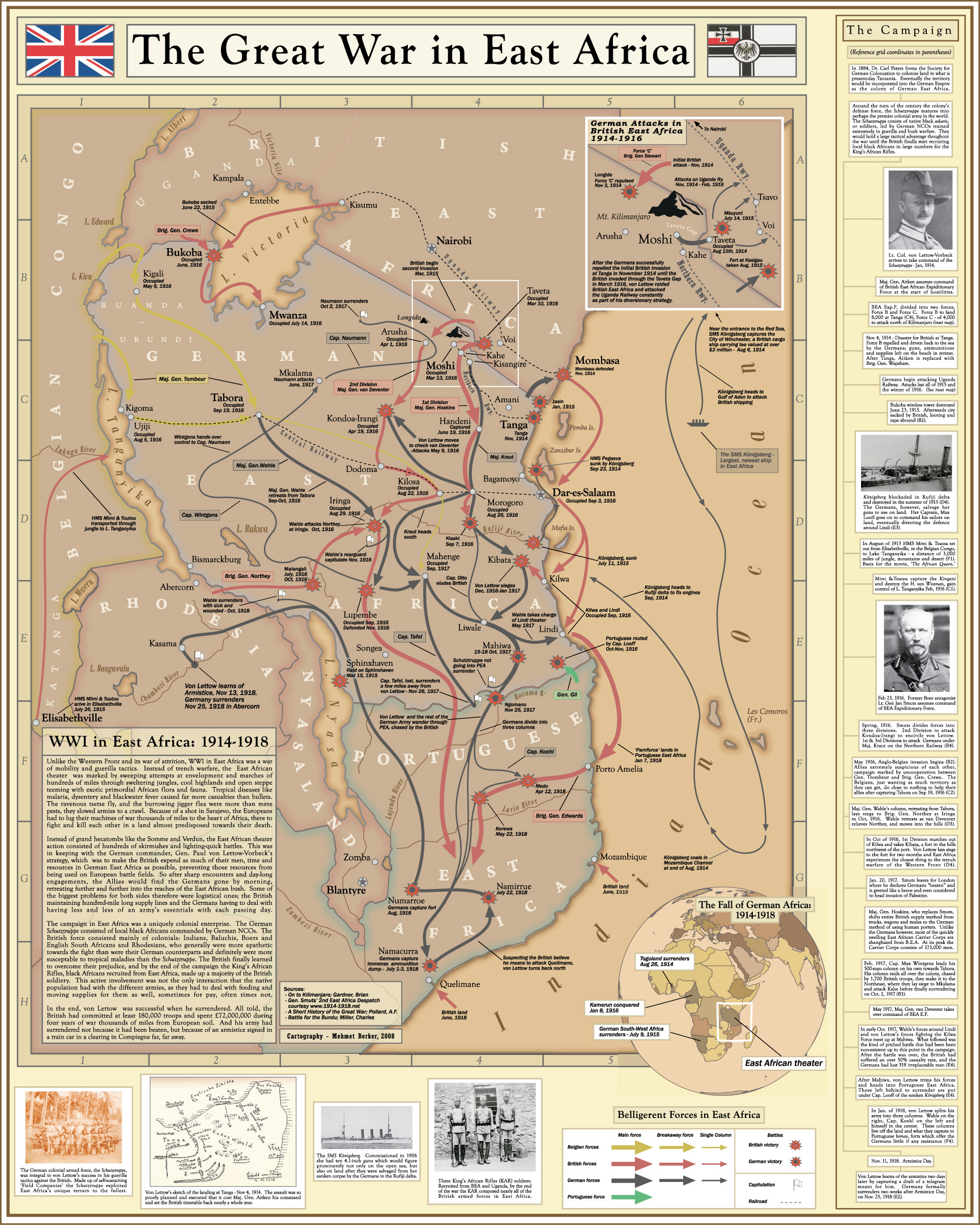
A kelet-afrikai harcok részletes térképe

A tangai és a longidói kudarcok után a britek egyelőre letettek Német Kelet-Afrika elfoglalásáról, mivel azt a következtetést vonták le, hogy a felvonultatható erők egyáltalán nem elégségesek ehhez a feladathoz. Lord Kitchener parancsára védelembe mentek át, ez azonban teljesen egybevágott Lettow-Vorbeck terveivel. A német diverzánsegységek tevékenységének kivédéséhez kb. 700 km-en kellett szétszórniuk csapataikat, főként a Mombasa-vasútvonalat óvva. Ezzel stratégiailag akcióképtelenné váltak, hiszen nem tudták összpontosítani erejüket és a hadtápszállítmányok is jóval több kapacitást vettek igénybe. Ennek ellenére a diverzáns rajok csak 1915 márciusa és májusa között 32 vonatszerelvényt és 9 hidat semmisítettek meg. Ezzel csak a hadiflotta erejére tudtak támaszkodni. 1914. november 28-án a HMS Goliath és köteléke Dar es-Salaamot lőtte, céltalanul öldökölve a bennszülött lakosságot. A brutális támadás következtében nőtt a bennszülöttek britekkel szembeni ellenszenve és igazolást kapott, hogy miért háborúznak a németek ellenük.

#### A Yassini ütközet
December 25-én egy brit különítmény elfoglalta Yassini (német írásmód szerint Jassin) városát a tanzániai határ mellett. Yassini a Mombasa felé vezető parti úton szolgált előretolt helyőrségként. Lettow-Vorbeck továbbra is Mombasára akart csapást mérni, hogy annak fontos kikötőjét a britek ne használhassák csapataik behajózására, mert ily módon a brit világbirodalom akármely részéről szállíthatnak egységeket a kelet-afrikai frontra. 1915 januárjában Yassinit megtámadta és az északabbról a segítségére siető felmentő erőt csapdába csalta. Habár a támadást siker kísérte, Lettow-Vorbeck aggodalommal figyelte a tiszti veszteséget és a lőszerfelhasználást. Arra a következtetésre jutott, hogy az ilyen típusú nyílt ütközeteket készletei nem engedik meg, s eddigi terveit feladva jórészt gerilla-hadviselésre kell berendezkednie.

#### Befut aRubens
Az égető lőszerhiányt áprilisban némileg enyhítette, hogy a dán Kronborg nevű teherhajónak álcázott Rubens áttörte a brit blokádot. A 6000 tonnás hajó eredetileg angol tulajdonban volt és a háború kitörésekor Hamburgban foglalták le. Fegyverrel és lőszerrel, konzervekkel és a Königsberg számára szénnel telerakodva átsettenkedett az Északi-tenger blokádján, majd Német Kelet-Afrika felé vette az irányt. Április 4-én, az érkezésére számító HMS Hyacinth négy mérföldre a Mansa-öböl partjai előtt (kb. félúton Tanga és Yassini között) észrevette. A Rubens a cirkáló ágyúitól hajtva partra futott az öbölben. Legénysége a fenékszelep kinyitásával elárasztotta a rakteret tengervízzel, felgyújtotta a fedélzetet, hogy a hajó állapota súlyosabbnak hasson, majd a partra menekült. A Hyacinth szétlőtte a Rubens-t, de a roncsot nem tudta birtokba venni. Brit tengerészek csónakba szállva igyekeztek az irányába, csakhogy időközben megérkezett a Schutztruppe és gépfegyvertűzzel fogadta őket (Tangától mindössze kb. 10 km-re lehettek). A csónakok megfordultak, a Hyacinth elhajózott.

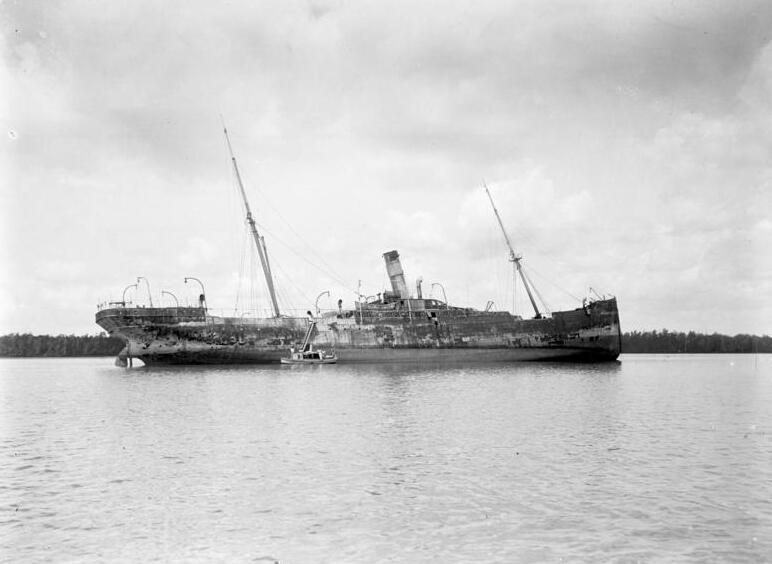
A Rubens roncsa

A Rubens fedélzetét felszaggatta az ágyútűz és kiégett, másnap azonban már megkezdődött a rakomány kimentése. Öthetes munkával a 2000 tonna szén kivételével a teljes szállítmányt sikerült kihalászni, mivel az elárasztás megóvta a tűztől és megakadályozta a lőszer felrobbanását. Az ötmillió töltényes lőszerrakomány nagy részébe nedvesség szivárgott, de később egyenként szétszedték és kiszárították őket. A Gewehr 98-as puskákkal le lehetett cserélni az addig használt, korszerűtlenebb Gewehr 71-eseket.

#### Bukoba elpusztítása
1915. június 21-én a britek partraszálltak a Viktória-tó melletti Bukobánál és kétnapos harc után bevették. A 25. (határvidéki) zászlóalj fehér vadászokból, fenegyerekekből, csavargókból és egyéb, rejtői színességű egyénekből összeálló irreguláris osztaga számára szabad rablást engedélyeztek a városban. Ennek következtében Bukobát kirabolták, felégették és lerombolták a britek. A megdöbbentően visszás eseményeket követő felzúdulás következtében a szabad rablás intézményét eltörölték a paramilitáris egységek számára, de a brit hadsereg felelősséget sohasem vállalt a bűnökért és megbánást sem tanusított miattuk. A hadművelet célja a bukobai német távíróállomás lerombolása volt, melyet sikerült véghezvinni. Az atrocitások után a brit erőket kivonták Bukobából és a Mombasa környékére vonták vissza, hogy az ottani harcokban vegyen részt.

#### A Schutztruppe megerősödik
Lettow-Vorbeck fokozatosan növelte a Schutztruppe létszámát. 1915 végére már 3000 németet és 12 000 aszkarit állított fegyverbe. Az angol blokádra fittyet hányva Német Kelet-Afrika váratlan ötletességgel pótolta az addig importált árukcikkeket. Üzemanyagot kókuszolajból állítottak elő. A kinyert trefolnak nevezett vegyület bezolszerű szerkezettel bírt és helyettesíteni tudta a gázolajat. Kerekeket gumi kénnel való vulkanizálásával gyártottak, így pótolni tudták az autók és biciklik kerekeinek gumiköpenyét. Tejüzemet és szövödét építettek. Utóbbihoz rengeteg gyapot állt rendelkezésre, de szövőszékeket a német telepesek rögtönöztek és annak használatára ők tanították be a bennszülötteket. Ndaa-fákból nyert kivonattal sárgásbarna festéket állítottak elő, ami az egyenruhák terepszínűre festéséhez kiválónak bizonyult. Szappant és gyertyát készítettek méhviaszból. Mangrovefa kérgének kivonatával cserzett állatbőrökből csizmákat szabtak, kinintartalmú gyógykészítményt állítottak elő. Ez utóbbi, rendkívül rossz ízű, de életmentő kivonatot Lettow-Schnaps-ként emlegették, mely hozzájárult, hogy a német csapatok jobban bírják ellenfeleiknél a maláriát.

#### A Königsberg végzete

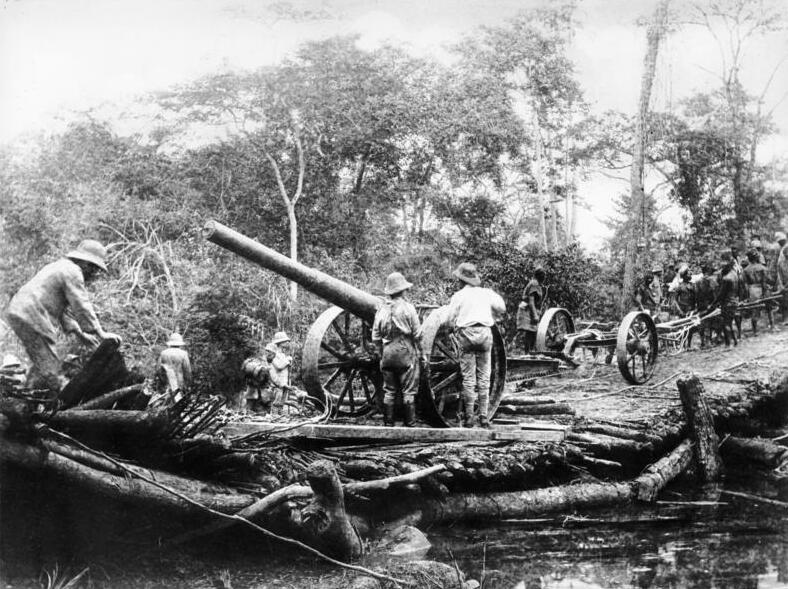
A Königsberg leszerelt ágyúja fogatolva

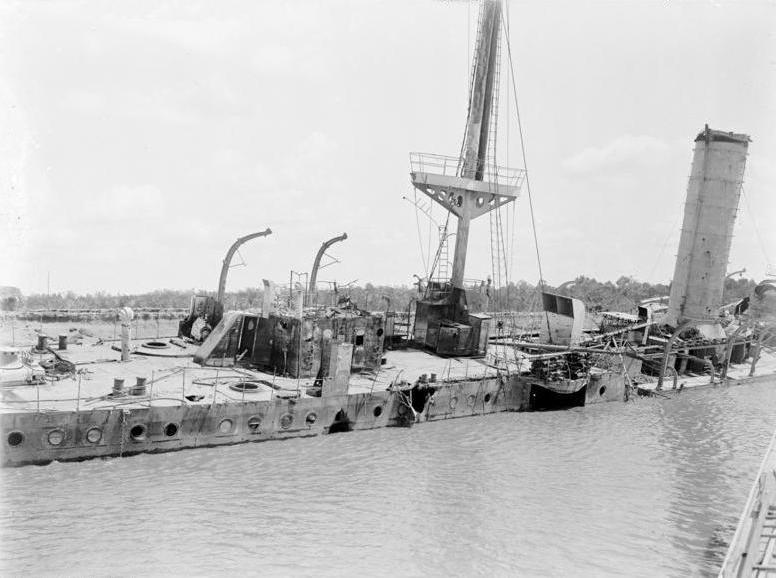
A Königsberg roncsai

A Königsberg legénységét eközben, mint annak idején annyi európait Afrikában maláriás láz és tífusz döntötte le a lábáról. 1915. július 7-én a Severn és a Mersey nevű alacsony merülésű, folyami hadihajók hatoltak be a deltába, melyeket külön e feladat megoldására szállítottak ide. A 6 hüvelykes ágyúkkal felszerelt monitorok első támadása még nem volt eredményes. A Königsberg heves ellenállást kifejtve két találatot ért el a Mersey-n és visszafordulásra késztette. A Severn egymaga folytatta a harcot, de hatszáz fölötti lövésből mindössze három találatot ért el és csak csekély károkat okozott.
Július 11-én indították a második próbálkozást. A Königsbergen lőszerhiány lépett fel, így nem tudott hatásosan védekezni. A monitorok felgyújtották a cirkálót és súlyos sérüléseket okoztak rajta. Parancsnoka elrendelte a hajó elhagyását és beélesített torpedók segítségével elsüllyesztette. A 200 főnyi legénység beolvadt a Schutztruppe erőibe – ez nagyjából egy Feldkompanie létszámát tette ki, de köztük magasan képzett tisztek is voltak, akikből a gyarmaton igen nagy volt a hiány. A britek távozta után a németek visszatértek és 10 db 105 mm-es ágyút, valamint 4 hüvelykes lövegeket szereltek le a kiégett hajóról. Előbbiek lettek az afrikai harcok legnagyobb kaliberű tábori lövegei. Max Looff kapitány Vaskeresztet kapott, mert a Königsberg 255 napos blokádja összesen 27 brit hajót kötött le.

### Harmadik szakasz: az antant támadás 1916-ban

#### Hadi helyzet, haditervek
A Dél-Afrikai Unió nagyobb erőkkel tudott bekapcsolódni a harcba, miután 1915 júliusában pacifikálta Német Délnyugat-Afrikát. Botha miniszterelnök csak ezen időpont után adott engedélyt nagyobb dél-afrikai erők felhasználására a kelet-afrikai hadszíntéren, így 1916-ra sikerült megteremteni a feltételeket egy átfogó művelethez. A parancsnokságot először Smuts tábornoknak ajánlották fel, mivel a műveletekben részt vevő erők legnagyobb fehér bőrű kontingense dél-afrikai volt. Azonban Smuts ez idő tájt a Dél-Afrikai Unió védelmi minisztere volt, ezért a felkérést nem tudta elfogadni hazai teendői miatt. Ezután Sir Horace Smith-Dorient jelölték ki parancsnoknak, aki útközben úgy megbetegedett, hogy kénytelen lett visszalépni. Smuts másodjára elfogadta a megbízatást és 1916. február 19-én megérkezett Mombasába átvenni a parancsnokságot.
A támadás haditervét jórészt Tighe dandártábornok készítette, aki jelen volt a tangai ütközetnél is. Brit Kelet-Afrikából két gyaloghadosztály támadását készítették elő, melyek a Kilimandzsárót közrefogva Kahe alatt egyesülnek és elfoglalják az északi vasútvonal végpontját. Eközben van Deventer dandártábornok lovashadosztálya megpróbálja az északi támadás kivédésére felsorakoztatott német erőket bekeríteni egy mélységi művelettel. Északkeleten, a Tanganyika-tótól északra belga erők törnek át, Edward Northey dandártábornok pedig Nyaszaföld és Rhodézia felől indít támadást. Ehhez nagyjából 30 000 fős kontingens állt rendelkezésre, melyből 13 000 dél-afrikai, 7000 pedig indiai katona volt. A Német Kelet-Afrikában tartózkodó összes császári katona ekkor 2500 fehér európait és 12 000 aszkarit tett ki. Csakis a létszám alapján összevethető erőt képviseltek, ám ennek ellenére az antant nyomasztó fölényben volt. A német erők lőszerkészletét egyetlen nagyobb ütközet felemésztette volna és utánpótláshoz jutni szinte lehetetlen volt. Ezzel szemben az antant egy generációval fejlettebb technológiát tudott ellenük felvonultatni és csak a logisztikai problémák szabtak határt az utánpótlásnak.

#### Harcok a Tanganyika-tavon

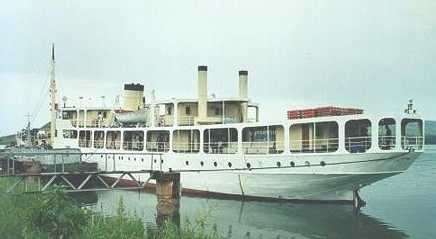
A ma MV Liemba néven tanzániai komphajóként szolgáló Graf von Götzen

Miután 1914 augusztusában megrongálták az Alexandre del Commune belga, novemberben pedig elsüllyesztették a Cecil Rhodes brit gőzöst, a német hajók ellenőrizték a Tanganyika-tavat. A német flotillát a Hedwig von Wissmann, a Kingani, és a Graf von Götzen alkotta. 1915 februárjában az Adjutant nevű 300 tonnás gőzös partra futott a Rufidzsi-delta környékén. Az Adjutant egyike volt azon hajóknak, amit a britek 1914 augusztusában Dar es-Salaamban lefoglaltak; ezt most a németek visszaszerezték és vasúton a Tanganyika-tóra szállították. Ezek a hajók két éven keresztül védelmezték a német gyarmat kb. ezer kilométeres határát, mivel így a belga gyarmati erők nem tudtak az amúgy keskeny tavon kompokkal átkelni.
A britek 1915 júniusában Európából Dél-Afrikába szállítottak két, ágyúkkal felfegyverzett motorhajót, melyet Mimi és Toutou névre kereszteltek. A vasúton októberben a Tanganyika-tóra érkező hajóknak ki kellett várni az esős évszak végét, így december végén kezdhettek műveletbe. Korszerűbb technológiájukat kihasználva (a sokkal nagyobb német hajók kevésbé mozgékonyak voltak és csak előre tüzelni képes ágyúkkal voltak felszerelve) egymás után végeztek a németek három egységével. 1916 júliusának végére a szárazföldi offenzíva előrehaladásával párhuzamosan a Tanganyika-tó feletti ellenőrzést is megszerezték a britek.

#### Ütközet a Salaita-domb és Latema-hágó mellett
Az antant stratégiai terve szerint Voi és Moshi között vasúti összeköttetést kellett kiépíteni, s ez az Uganda-vasúthoz csatlakozó vonal biztosította volna a csapatok ellátását a további déli irányú előrenyomulás során. Taveta városa a Kilimandzsáró és az Usamabara-hegység közötti átjáróban feküdt és nélkülözhetetlen volt az épülő vasút számára. Az építkezés öt mérföldre közelítette meg El Oldorobo német őrposztját a kenyai-tanzániai határ közelében, Tavetától 20 km-re keletre a Salaita-dombon. 1916. február 12-én Wilfrid Malleson dandártábornok 6000 fegyverest számláló serege megpróbálta kierőszakolni az áttörést. Salaitát Georg Kraut őrnagy 1300 aszkarija védte, akiknek teherhordó öszvérek szállították az ivóvizet Tavetából. Ezt a stratégiai fontosságú szállítási vonalat a britek meg sem próbálták elvágni.
A brit felderítés több hibát is elkövetett, alábecsülte a védők létszámát és nem szerzett tudomást a közelben levő, segítőképes aszkari egységek jelenlétéről. Emellett a brit tüzérség tévedésből a németek elhagyott védővonalait lőtte, nem a domboldalban lejjebb kiépített újakat. A hibák miatt a dél-afrikai katonák rohama elakadt, majd a géppuskatűzből való kimenekülés után Schultz százados Taveta felől érkező egysége ráadásul oldalba támadta őket. Malleson csapatai 172 fő veszteséget hátrahagyva észak felé menekültek. Az ütközet jelentőségét afrikai kommentárok szerint növelte, hogy egy kizárólag bennszülöttekből álló katonai egység fehér emberek által alkotott hadsereget tudott legyőzni és megfutamítani.
Egy hónappal később, 1916. március 11-én tértek vissza Malleson csapatai, hogy kierőszakolják az áttörést. Salaitát a németek eddigre feladták és délebbre építettek ki állásokat, a Latema-Reata dombokon. A két domb közötti hágó vezetett Kahe felé, ahova a 2. hadosztálynak a terv szerint meg kellett érkeznie. A dombokat a rendkívül sűrű növényzet miatt nem lehetett megkerülni, így maradt a frontális támadás. Az első sikertelen roham után Malleson beteget jelentett és átadta a parancsnokságot Tighe dandártábornoknak. A német védelem a második támadást is visszaverte, de az éjjel is folyó harc közben azt a téves jelentést kapták, hogy antant egységeket láttak felbukkanni a hátuk mögött, így éjfél után Kraut őrnagy katonái visszavonultak. A vaksötétben a gerincig előrenyomuló harmadik hullám egységei megzavarodtak, a katonák eltévedtek és a támadás koordinálhatatlanná vált. Csak egy maroknyi katona jutott fel oda, ahova küldték és némi meglepetéssel vette tudomásul, hogy üres állásokat foglalt el. Látván a káoszt Tighe éppen le akarta fújni a műveletet, mikor a sikerről értesítették. A Kilimandzsáró környékét ezután már birtokba lehetett venni.

#### Kondoa Irangi
A van Deventer vezette második hadosztály április 17-én érte el Kondoa Irangi városát. Feladata Arushán és Kondoán keresztül elérni a déli vasútvonalat Dodománál, majd keletre fordulva Morogoronál bezárni a gyűrűt a német csapatok körül. Az ide beosztott lovasság mozgékonyságához nagy reményeket fűztek. Noha Kondoát könnyen, veszteségek nélkül bevették, a hadosztály az ide vezető úton teljesen kimerült és nem tudott továbbhaladni. Kétezer lovat vesztettek el a cecelegyeknek köszönhetően, a katonák jó része szintén beteg volt és az esős évszak is kezdetét vette. Az özönvízszerű esőzés minden utat elmosott, folyammá duzzasztotta a patakokat és szinte elvágta a dél-afrikaiakat az utánpótlástól.
A háromezer fősre fogyatkozott hadosztály ellen Lettow-Vorbeck majdnem négyezer főnyi erőt vont össze, mellyel 1916. május 8-án támadásba kezdett. A németek azért tudták jóval könnyebben mozgatni erőiket, mert Kahe, Handeni és Morogoro között kisegítő vasútvonalat építettek, mikor a britek északról jövő offenzíváját megsejtették. Az elcsigázott, beteg van Deventer-hadosztály négy támadást vert vissza 10-ig, mikor a rohamokat lefújták. Smuts további három ezredet vezényelt Kondoa Irangihoz egy páncélautós különítménnyel, melyek május 23-án, harmincöt napos sárdagasztás után érkeztek meg (az út normális esetben három napot vett volna igénybe). Az ezt követő másfél-két hónapban Lettow-Vorbeck gyakori rajtaütései ragasztották le az egyre duzzadó második hadosztály a városban, s ezalatt az előrenyomulás szünetelt.

#### Támadás Kongóból és Nyaszaföldről
1916 áprilisában a Charles Tombeur belga tábornok irányítása alá tartozó Force Publique is előrenyomult Belga-Kongó irányából. Május 6-án elfoglalták Kigalit, június elejére pedig a mai Ruanda és Burundi teljes területe a kezükre került. Innen a támadás egyik iránya Kigoma lett, ahol a német gyarmat fő vasútvonala elérte a Tanganyika-tavat. Ennek birtokában a belga erők augusztusban felvonultak Tabora, az akkori közigazgatási centrum ellen, melyet heves harcokban elfoglaltak. Megelőzendő, hogy Belgium a háború után gyarmati terjeszkedésre aspirálhasson, Smuts visszarendelte belga csapatokat Kongóba. Smuts elképzelése szerint ugyanis Német Kelet-Afrika legalábbis túlnyomó részét a Dél-Afrikai Unió ellenőrizte volna a háború után, miután a portugál fennhatóság alatt álló Mozambikkal területeket cserélnek.
Német Kelet-Afrika északnyugati vidékét Wahle nyugalmazott vezérőrnagy védte, aki Tabora eleste után délnyugat felé vonult vissza, hogy kontingensét egyesíthesse Lettow-Vorbeck dél felé visszavonuló csapataival. A Dar es-Salaamtól Ujijiig tartó vasútvonal teljes szakaszát brit és kongói belga csapatok ellenőrizték 1916 szeptemberére. Lettow-Vorbeck kerülte az erő nagy részét igénybe vevő nyílt ütközeteket, jószerével mindig kitért előlük. Azonban mozgási szabadságát folyamatosan őrizve, rajtaütésekkel, orvlövészekkel, rejtett csapdák állításával zaklatta üldözőit, s lassította mozgásukat. Ily módon az előrehaladás ütemét ő maga ellenőrizte. Készletei és mozgási tere azonban folyamatosan fogyott, ahogy dél felé, a portugál határ irányába szorult vissza.

#### Smuts távozta után
1917 januárjában Smuts a londoni háborús kabinet tagja lett, így az afrikai hadszínteret elhagyta, s a parancsnokságot átadta A. R. Hoskins vezérőrnagynak. A maláriának nagy számban ellenállni képtelen dél-afrikai katonákat fekete afrikaiakra szintén ez idő tájt kezdték lecserélni. Hoskins kezdetnek megpróbálta megoldani a csapatai egyre súlyosbodó utánpótlási nehézségeit, melyet a teherhordó állatok kidőlése és az utánpótlási vonalak végtelenbe nyúlása okozott. A brit hadvezetés Smuts információi alapján abban a hiszemben volt, hogy a hadjárat már szinte célt ért és nem értette miért nem fejezi be Hoskins, ami még hátra van. Áprilisban türelmüket vesztették és a dél-afrikai Jacob L. van Deventer altábornagyot nevezték ki a helyére. Van Deventer Hoskins eredményeinek birtokában júliusban folytatta a hadjáratot és 1917 őszére a déli határhoz szorította a német ellenállást. Október 17-én Mahiwa mellett Lettow-Vorbeck utoljára még nagyobb ütközetet vállalt. 500 emberét vesztette el, míg az őt támadó, Gordon Beaves dandártábornok vezette nigériai csapatoknak 2000 fő veszteséget okozott, gyakorlatilag megsemmisítő vereséget mérve rájuk. Csakhogy a harcban a németek teljesen felélték lőszerkészletüket, így a portugál fennhatóság alatt álló Mozambik területére vonultak át élelmet és lőszert zsákmányolandó.

### A negyedik szakasz: gerillaháború
A Schutztruppe a sarkában loholó brit erőkkel hosszú vándorútra indult, keresztül-kasul bejárva Mozambikot, majd 1918 augusztus–szeptember folyamán észak felé fordult és megint a teljesen megszállt Német Kelet-Afrika területére lépett. Októberben a Nyasza-tavat megkerülve Rhodesia területére vonult az üldözők elől és fogyatkozó számú csapataival egészen november végéig tartotta magát. A Chambeshi folyó mentén értesült róla, hogy vége a háborúnak, ezért november 14-én fegyverszünetet kötött a két fél. Lettow-Vorbeck november 25-én tette le a fegyvert formálisan a mai Zambia Mbala (akkor Abercorn) nevű városa mellett. A ceremónia keretében a német katonáknak a Chila-tóba kellett hajigálni fegyvereiket. Németországba hazatérve hősnek kijáró ünneplés fogadta őket, katonai parádéval vonultak át a Brandenburgi kapu alatt. A menetben részt vett Max von Looff kapitány és 14 fő túlélő a Königsberg legénységéből.

## A háború vége
Az első világháború Európában 1918. november 11-én véget ért, az utolsó afrikai német erők november 25-én tették le a fegyvert. Németország mind a négy afrikai gyarmatát elvesztette. Az a tény, hogy pár ezer katona kitartott a háború végéig Afrikában, nem változtatott a végkimenetelen. Afrika a 98,76%-a az antant hatalmak kezén volt. A fent említett okok miatt nyugodtan kijelenthetjük, hogy az afrikai háborút az antant nyerte.
Az Afrikai hadszíntéren a veszteségek a következőképpen alakultak (becslés szerint): Németország kb. 2000 főt, míg az Antant kb. 10 000 főt veszített.
A fekete őslakosság azonban mindkét oldalon harcolt és senki sem vette a fáradságot, hogy számon tartsa a veszteségeit. Becslések szerint összesen százezer fő halt meg az afrikai harcok során, elsöprő többségük betegségek, fertőzések következtében.